# Harry Potter e o Cálice de Fogo
Harry Potter and the Goblet of Fire (Brasil e Portugal: Harry Potter e o Cálice de Fogo) é o quarto livro dos sete volumes da série de fantasia Harry Potter, tanto em termos cronológicos como em ordem de publicação, da autora inglesa J. K. Rowling. Foi primeiramente publicado no Reino Unido e nos Estados Unidos em 2000. O livro segue o quarto ano de Harry Potter na Escola de Magia e Bruxaria de Hogwarts. Neste ano, a Copa Anual de Quadribol entre as casas é substituída pelo Torneio Tribuxo, uma competição amistosa entre as três maiores escolas europeias de bruxaria — Hogwarts, Beauxbatons e Durmstrang — que não se realizava havia um século. Somente alunos maiores de dezessete anos podem se inscrever no Torneio, porém, misteriosamente, Harry é escolhido pelo Cálice de Fogo e forçado a competir.
O livro foi primeiramente publicado no Reino Unido e nos Estados Unidos no dia 8 de julho de 2000 pela editora Bloomsbury e Scholastic, respectivamente. No Brasil, a Rocco lançou o livro em junho de 2001, e em Portugal um mês depois da estreia oficial pela editora Presença. Segundo Rowling, esse era o livro mais difícil que já havia escrito até o momento. O romance se tornou, na época, o livro mais vendido da história, com uma estimativa em 3 milhões de cópias vendidas em suas primeiras 48 horas, e desde então contém mais de 55 milhões de cópias vendidas. O livro venceu o Prêmio Hugo de Melhor Romance, Indian Paintbrush Book Award, entre muitos outros. Assim como os outros romances da série, Harry Potter e o Cálice de Fogo desencadeou alguns debates religiosos.
A adaptação cinematográfica do livro dirigida por Mike Newell foi lançada em 2005, arrecadando mais de 896 milhões de dólares e assegurando sua entrada na lista de filmes de maior bilheteria. Jogos eletrônicos baseados em Harry Potter e o Cálice de Fogo também foram lançados para diversas plataformas, sendo que a maioria obteve críticas favoráveis.

## Enredo

### Trama
De volta aos Dursley, Harry Potter, em um sonho, assiste Lorde Voldemort matar Frank Bryce, e acorda com sua cicatriz doendo. Os Weasleys então resgatam Harry e Hermione Granger de suas casas e os levam para a Copa do Mundo de Quadribol usando uma Chave de Portal para assistir a partida de Irlanda contra Bulgária. Lá, Harry conhece Cedrico Diggory, que está no jogo com seu pai. Depois da partida, os seguidores de Voldemort — nomeados Comensais da Morte — atacam o local, causando estragos e mortes. Eles conjuram a Marca Negra no céu, o que gera pânico em todos, pois é a primeira vez que é vista em treze anos. Após Harry perder sua varinha durante o caos do ataque, Winky, a elfa doméstica de Bartolomeu Crouch, é falsamente acusada de ter lançado a marca após ser vista segurando o objeto, que é revelado ter sido usado para lançá-la. Hermione, inconformada com a injustiça, forma um fundo de apoio com o intuito de promover os direitos dos elfos domésticos.
Em Hogwarts, o professor Dumbledore anuncia que Alastor "Olho-Tonto" Moody será o novo professor de Defesa Contra as Artes das Trevas do ano, e que Hogwarts irá realizar o Torneio Tribruxo, dando um prêmio de mil galeões ao vencedor. Porém, apenas aqueles maiores de dezessete anos são permitidos a participar. É a primeira vez em um espaço de 202 anos que o Torneio será realizado. Estudantes da Academia de Magia Beauxbatons e do Instituto Durmstrang, outras escolas de magia, viajam para Hogwarts, onde ficarão por um ano, com o objetivo de competir no torneio. No Dia das Bruxas, o Cálice de Fogo sorteia três nomes (um de cada escola): Fleur Delacour da Acadêmia Beauxbatons; Viktor Krum (também apanhador do time de quadribol da Bulgária) do Instituto Durmstrang; e Cedrico Diggory de Hogwarts, para competirem no campeonato. Porém, o cálice sorteia um nome a mais, Harry Potter, levando a suspeita e indignação de todos. Rony inveja Harry e se recusa a falar com ele.

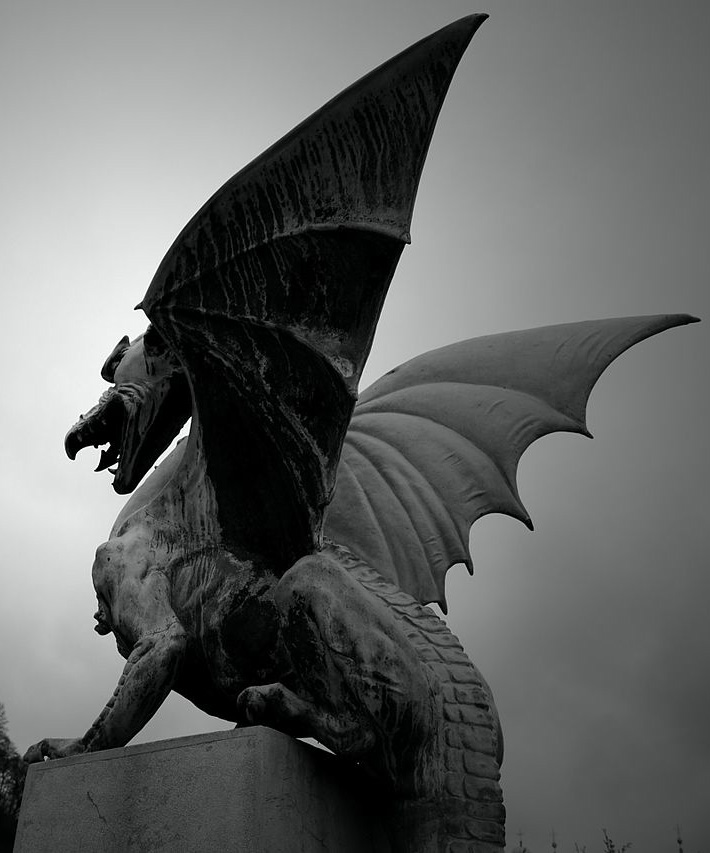
A primeira tarefa do Torneio Tribruxo contêm como principal desafio os dragões

Hagrid conta a Harry que a primeira tarefado torneio envolve dragões, e como os diretores de Fleur e Krum também já sabiam e iriam certamente contá-los, Harry informa Cedrico. Na tarefa, Harry tem que passar por um dragão Rabo-Córneo Húngaro para pegar um ovo de ouro. O garoto realizou a prova com a ajuda de sua vassoura e ficou empatado na primeira colocação com Krum. Mais tarde, Rony se reconcilia com Harry por entender o grande perigo do torneio. Quando Harry abre o ovo, ele começa a soltar um insuportável grito agourento. Hermione leva Harry e Rony as cozinhas da escola, onde os elfos domésticos trabalham. Lá, eles retornam a ver Winky, que está muito perturbada e lutando para superar a perda de seu saque. Eles também conhecem o velho amigo de Harry, Dobby, que foi contratado pela escola para trabalhar na cozinha; ele é o único elfo que prefere a liberdade ao invés de trabalhar duro.
Enquanto isso, a repórter "fofoqueira" Rita Skeeter escreve artigos mentirosos e escandalosos sobre as pessoas de Hogwarts, incluindo Hermione, Harry, Hagrid e Madame Maxime (diretora de Beauxbatons), e os publica no Profeta Diário.
Com o baile de inverno se aproximando, Harry tenta encontrar um par de dança, e quando finalmente convida Cho Chang, Cedrico já havia feito primeiro, então Harry e Rony convidam as gêmeas Parvati e Padma Patil. Rony fica com ciúmes de Hermione após vê-la com Krum. No baile, Cedrico dá uma dica a Harry sobre o ovo, dizendo para levá-lo ao banheiro dos monitores.
Ele leva o ovo ao banheiro, onde a Murta-Que-Geme o diz para ouvir o objeto debaixo da água; lá, as palavras se tornam compreendíveis. Harry então descobre que a próxima tarefa é alguma coisa relacionada a resgatar algo que ele irá "perder dolorosamente". Quando Harry descobre que a segunda tarefa no Lago Negro, ele começa a procurar por feitiços que o farão respirar debaixo da água. Na manhã do dia da tarefa, Harry ainda não havia encontrado nenhuma solução, porém Dobby o entrega uma planta chamada guelricho, que faz com que o garoto crie brânquias. Potter completa a tarefa resgatando Rony do fundo do lago. Quando percebe que ninguém regataria Gabrielle, irmã de Fleur (que havia sido desclassificada), ele se arrisca e também a salva. Depois da apuração dos juízes, mesmo ficando na última colocação, ele ganha pontos suficientes para empatar com Cedrico.
Um mês antes da tarefa final, Harry e Krum conversavam quando encontraram Crouch, que parecia estar louco, e diz a Harry para chamar Dumbledore imediatamente. Deixando Krum com Crouch, Harry procura o diretor, porém quando retorna, encontra Viktor atordoado e Crouch morto. Potter volta a se preparar para a última tarefa: um labirinto. Dentro do labirinto, Harry é obrigado a nocautear Krum, que havia sido enfeitiçado, para salvar Cedrico. Trabalhando juntos, os dois alcançam a taça. Eles concordam em tocá-la ao mesmo tempo, e quando tocam, descobrem que é uma Chave de Portal que os leva a um cemitério. No local, Pedro Pettigrew mata Cedrico e usa o sangue de Harry, sua própria mão e um osso do pai de Tom Riddle para ressuscitar Lorde Voldemort.
Voldemort convoca seus Comensais da Morte, repreendendo-os por pensarem que estava morto e abandoná-lo. Ele revela que tem um único "servo fiel" escondido em Hogwarts, que estava trabalhando em assegurar que Harry chegasse ao cemitério. Voldemort e Harry tem um duelo de varinhas. Porém, quando os dois lançam feitiços um contra o outro, suas varinhas se conectam devido a seus núcleos serem idênticos. Durante o duelo, algumas vítimas de Voldemort, incluindo os pais de Harry e Cedrico, emergem de sua varinha e distraem o bruxo para que Harry consiga fugir de volta à Hogwarts usando novamente a Chave de Portal; ele leva o corpo de Cedrico consigo.

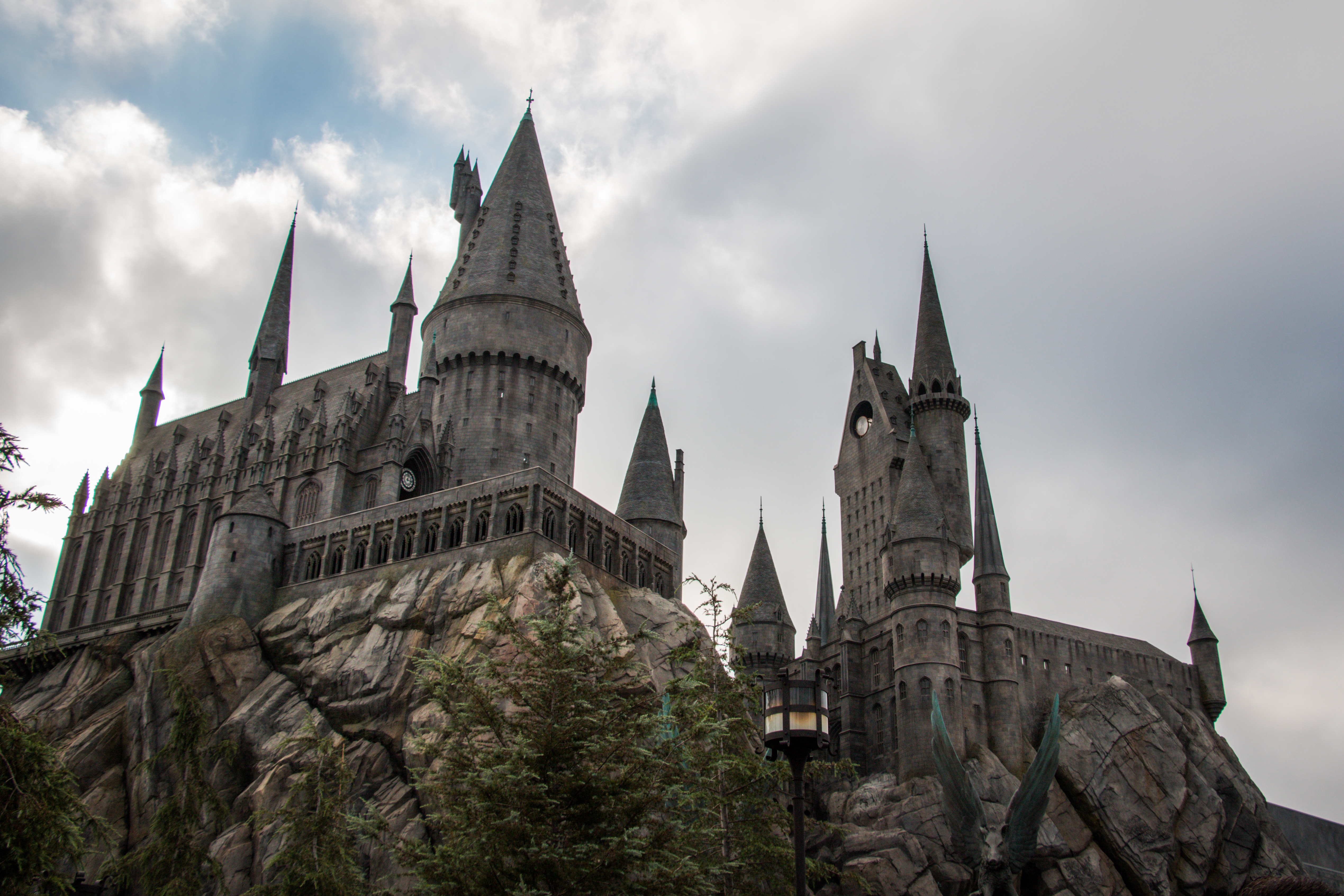
A Escola de Magia e Bruxaria de Hogwarts é o cenário principal da trama

Quando ele retorna, Moody o leva para sua sala e revela ser o "servo fiel" de Voldemort. Ele declara ser a pessoa que colocou o nome de Harry no Cálice de Fogo. Antes de Moody conseguir matar Harry, entram na sala Dumbledore, McGonagall e Snape. Eles então descobrem que Moody é, na verdade, Bartô Crouch Jr., filho de Crouch, disfarçado através de Poção Polissuco. Anos antes, Crouch havia sentenciado seu filho a prisão perpétua na prisão de Azkaban por ter ligações com os Comensais da Morte, porém conseguiu escapar após ter trocado de lugar com sua falecida mãe. Crouch Jr. foi quem conjurou a Marca Negra na Copa do Mundo de Quadribol para assustar os Comensais que ele acreditava ter abandonado Voldemort. Eventualmente, o Lorde das Trevas entrou em contato com seu fiel e o personificou de Moody como parte de seu plano. Crouch Jr. também admitiu ter matado seu pai para impedi-lo de contar a Dumbledore sobre Voldemort. O verdadeiro Moody é encontrado dentro de um baú encantado. Harry é declarado como o ganhador do Torneio Tribruxo e recebe o prêmio.
Muitas pessoas, incluindo o Ministro da Magia Cornélio Fudge, não acreditam em Harry e Dumbledore sobre o retorno de Voldemort, e como Crouch Jr. já havia recebido o Beijo do Dementador, não foi possível usá-lo como testemunha. Hermione descobre que Rita Skeeter é ilegalmente uma animago, podendo se transformar em um besouro. Através de chantagens, a garota obriga Skeeter a parar de escrever suas histórias difamatórias. Por não querer seu prêmio do torneio, Harry dá a Fred e George todo o dinheiro ganho para que comecem sua loja de truques, e volta para casa de seus tios.

### Personagens principais
Harry Potter é o personagem principal do romance, que se tornou famoso por ter sobrevivido a um ataque de Lorde Voldemort quando era apenas um bebê. Ele é obrigado a participar do Torneio Tribruxo após ter sido misteriosamente sorteado pelo Cálice de Fogo. Na última tarefa, quando encosta na Taça Tribruxo juntamente com Cedrico Diggory, são levados para um cemitério, onde, com o sangue de Harry, Lorde Voldemort ressurge. Eles duelam e, através da Taça, Harry volta para Hogwarts. Rowling o descreveu como "um garoto magricela, de olhos muito verdes, cabelos negros e desalinhados e óculos".
Hermione Granger é uma das protagonistas e melhor amiga de Harry e Rony. É uma menina muito inteligente que possui um conhecimento abundante sobre magia. Após ver a injustiça cometida contra Winky, uma elfa doméstica, ela cria o Fundo de Apoio à Liberação dos Elfos (F.A.L.E) para a ajudar e beneficiar os elfos domésticos. Cria uma forte afeição com o tribruxo Viktor Krum, com quem dança no Baile de Inverno. Hermione, depois de descobrir que Rita Skeeter é uma animago ilegal, a chantageira e obriga a parar de escrever para o Profeta Diário.
Rony Weasley é o melhor amigo de Harry e Hermione. Quando o nome de Harry é sorteado no Cálice de Fogo, imediatamente para de falar com ele por inveja. Porém, após Harry ser quase morto por um dragão na primeira tarefa, ele se desculpa com o garoto e passa a acreditar que seu nome foi posto propositalmente por alguém que deseja matá-lo. No Baile de Inverno, Rony tenta convidar Hermione para ser seu par, porém já estava comprometida com Viktor Krum, o que causa raiva e ciúmes em Rony. Rowling diz que se inspirou na época que estava sem dinheiro para escrever sobre a pobreza da família Weasley.
Lorde Voldemort é o bruxo tenebroso que aterrorizou o mundo mágico na década de 1970 na Primeira Guerra Bruxa. Seu corpo havia sido destruído após ter lançado uma maldição contra Harry, porém Pedro Pettigrew encontra um novo corpo e ressurge Voldemort, que volta ainda mais forte. Rowling descreve Voldemort em sua nova forma como sendo "magro, mais branco do que um crânio, com olhos grandes e vermelhos, um nariz chato como o das cobras e fendas no lugar das narinas."
Cedrico Diggory é um aluno e apanhador do time de quadribol da Lufa-Lufa. Por ter dezessete anos, se inscreve para participar do Torneio Tribruxo e é sorteado. Durante as três tarefas, ele e Harry se ajudam e, na terceira, acaba sendo morto por Pedro Pettigrew, a comando de Voldemort, após ter ido a um cemitério junto com Harry por uma Chave de Portal.

## Desenvolvimento

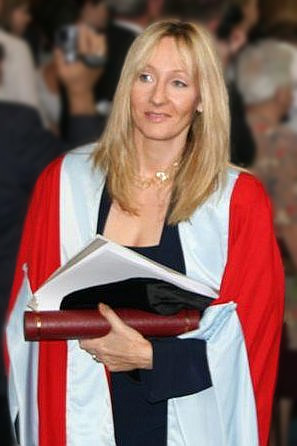
J. K. Rowling, a autora da série

Harry Potter e o Cálice de Fogo é o quarto livro da série Harry Potter. O primeiro, Harry Potter e a Pedra Filosofal, foi primeiramente publicado pela Bloomsbury em 26 de junho de 1997; o segundo, Harry Potter e a Câmara Secreta, em 2 de julho de 1998; e o terceiro, Harry Potter e o Prisioneiro de Azkaban, em 8 de julho de 1999. O Cálice de Fogo é consideravelmente maior que os três primeiros livros, tendo quase o dobro de páginas de cada um (a edição inglesa de brochura contém 636 páginas). Rowling declarou que "sabia desde o começo que esse seria o maior dos quatro primeiros". Ela disse que precisava ter um "bom preparo" para a conclusão, e apressar a "trama complexa" poderia confundir os leitores. A escritora também afirmou que "tudo está em uma escala maior", já que os horizontes de Harry se ampliaram, tanto literalmente quanto metaforicamente, à medida que ele crescia.
Até o anunciação oficial do título em 27 de junho de 2000, o livro era chamado por seu título cronológico, 'Harry Potter IV'. Anteriormente, em abril, o mais provável nome era Harry Potter and the Doomspell Tournament (Harry Potter e o Torneio Maldito, em tradução livre). Porém, Rowling expressou sua indecisão sobre o fato em uma entrevista com a Entertainment Weekly: "Eu mudei de ideia duas vezes. O título que eu tinha em mente era Harry Potter e o Torneio Maldito. Depois eu mudei 'Torneio Maldito' para 'Torneio Tribruxo'. Então fiquei em dúvida entre 'Cálice de Fogo' e 'Torneio Tribruxo'. No fim, preferi 'Cálice de Fogo' porque fica aquele mistério de cálice do destino, que é o tema do livro."
Rowling mencionou que originalmente havia uma Weasley chamada Mafalda que, de acordo com a escritora, "era filha do primo comerciante de segundo grau dos irmãos Weasley, mencionada em A Pedra Filosofal. Esse comerciante havia sido muito rude com o Sr. e a Sra. Weasley no passado, mas agora ele e sua esposa (trouxa) haviam inconvenientemente tido uma filha bruxa e pediram ajuda aos Weasley para introduzi-lá na sociedade bruxa antes de começar seu ano letivo em Hogwarts". Mafalda seria da Sonserina e ajudaria Rita Skeeter, mas foi eventualmente removida da trama, pois "haviam limitações óbvias do que uma criança de onze anos poderia descobrir na escola". Rowling então escreveu Rita Skeeter como o que considera uma personagem "muito mais flexível". A autora também admitiu que o quarto livro foi, na época, o mais difícil que já havia escrito, pois percebeu um enorme furo em meio à trama quando já havia escrito quase metade do romance. Particularmente, Rowling teve um problema com o nono capítulo, "A Marca Negra", que reescreveu treze vezes.

## Publicação e recepção

### Lançamento
Harry Potter e o Cálice de Fogo foi o primeiro livro da série a ser lançado simultaneamente no Reino Unido e nos Estados Unidos, no dia 8 de julho de 2000, estrategicamente em um sábado pois as crianças não teriam que escolher entre ir para a escola ou comprar o livro. No Brasil, teve sua data de lançamento em junho de 2001, e em Portugal no dia 10 de novembro de 2000. O romance teve uma impressão inicial de mais de cinco milhões de cópias. Três milhões delas foram vendidas no primeiro final de semana somente nos Estados Unidos. A FedEx despachou mais de 9.000 caminhões e 100 aviões só para atender as entregas do livro. A pressão na edição causou um erro que mostra o pai de Harry emergindo primeiro da varinha de Voldemort, porém, como dito em O Prisioneiro de Azkaban, Tiago morreu antes, o que confirma que a mãe do garoto deveria ter saído antes. O erro foi corrigido em edições posteriores.
O romance é dedicado ao pai de Rowling, a um velho amigo da família chamado Ronald Ridley, de onde foi tirada a inspiração para o nome do melhor amigo de Harry, e a Susan Sladden, uma amiga de Rowling que ajudava a cuidar de Jessica enquanto ela escrevia o primeiro livro.
| “ | A Peter Rowling à memória do Sr. Ridley e para Susan Sladden, que ajudou Harry a vir à luz | ” |

#### Publicidade de lançamento
Para promover a publicação do livro, um trem estilizado pela Bloomsbury, intitulado de Expresso de Hogwarts, foi da Estação de King's Cross até Perth levando J. K. Rowling, alguns representantes da Bloomsbury e a imprensa. O livro foi lançado em 8 de julho de 2000 na plataforma 1 da King's Cross após a partida do trem. No caminho, a locomotiva passou por diversos locais, tais como Didcot Railway Centre, Kidderminster, Severn Valley Railway, Crewe (parada noturna), Manchester, Bradford, York, no National Railway Museum (parada noturna), Newcastle e Edimburgo, para autografar livros de um número limitado de crianças. Eles chegaram em Perth no dia 11 de julho. A locomotiva era uma West Country a vapor número 34027 Taw Valley, que foi pintada de vermelho especialmente para a turnê; mais tarde, o trem voltou a suas cores originais de verde libro (as pinturas foram solicitadas e pagas pela Bloomsbury). A turnê atraiu mais a atenção da imprensa do que a estreia do filme Thomas e a Ferrovia Mágica, que foi lançado em Londres no mesmo final de semana.

### Recepção da crítica
Harry Potter e o Cálice de Fogo recebeu avaliações geralmente positivas. Em uma crítica do The New York Times, o autor Stephen King afirmou que O Cálice de Fogo é "inteiramente tão bom quanto os três primeiros Potters", e destacou o humor e as subtramas, embora tenha comentado que "também existe uma quantidade moderadamente cansativa de disputas adolescentes." A Kirkus Reviews disse que o livro é "outro grande conto de magia e mistério... e é tão bom de se ler que parece menor do que realmente é." Porém, eles comentaram que o livro tende-se a ser muito atrasado e que os problemas que são deixados para serem resolvidos nas sequelas deixam "muitos leitores, especialmente os estadunidenses, desconfortáveis." Para a The Horn Book Magazine, Martha V. Parravano deu uma crítica mista, dizendo que "alguns irão achar [o livro] abrangente, convincentemente escrito e atraente; outros irão achá-lo grande, incoerente e tortuosamente repleto de advérbios." Uma avaliação da Publishers Weekly elogiou os "os sinais falsos, as pistas astutas e as surpresas trapaceiras que desarmam o público mais atento" do livro, e também disse que é "um de seus [de Rowling] mais emocionantes até agora." Escrevendo para o The New Yorker, Joan Acocella observou que "onde os volumes anteriores se moviam como raios, aqui o ritmo é mais devagar, a energia mais dispersa. Ao mesmo tempo, o tom se torna mais sombrio."
Kristin Lemmerman do CNN disse que o livro não é grande literatura: "Sua prosa fica muito na zona de conforto e o início contém muita recapitulação para introduzir personagens para novos leitores, embora Rowling volte rapidamente nos trilhos, introduzindo aos leitores uma série de novos personagens bem desenvolvidos." Charles Taylor, da Salon.com, foi geralmente positivo sobre a mudança de humor e desenvolvimento dos personagens. A crítica Kristen Baldwin do Entertainment Weekly deu nota A- para romance, elogiando o desenvolvimento dos personagens e os vários temas apresentados. Porém, ela diz que Rowling não se preocupou que o clímax surpreendente poderia ser uma "fábrica de pesadelos" para jovens leitores.

### Prêmios e indicações
Harry Potter e o Cálice de Fogo ganhou vários prêmios, incluindo o Prêmio Hugo de Melhor Romance do ano de 2001. No mesmo ano, a obra ganhou o Scottish Arts Council Book Award e o Whitaker’s Platinum Book Award. O romance venceu o Indian Paintbrush Book Award em 2002, tornando-se o terceiro da série depois de A Pedra Filosofal e O Prisioneiro de Azkaban. O Cálice de Fogo também ganhou um Oppenheim Toy Portfolio Award de Melhor Livro, sendo descrito como "mais intenso do que os três primeiros." Além do mais, a Entertainment Weekly listou o livro na segunda colocação da lista Os Novos Clássicos: Livros – Os 100 melhores livros de 1983 até 2008.

## Temas
Jeff Jensen, que entrevistou Rowling para a Entertainment Weekly em 2000, apontou que preconceito é, em particular, um grande tema presente em Harry Potter e o Cálice de Fogo. Ele mencionou como Voldemort e seus seguidores são preconceituosos em relação aos Trouxas e como Hermione forma um grupo para liberar os elfos-domésticos de Hogwarts que haviam "sido servos por tanto tempo que não tem desejo a mais nada". Quando perguntado por que esse tema foi explorado, Rowling respondeu:
| “ | Porque preconceito é, provavelmente, a coisa que eu mais detesto. Todas as formas de intolerância, toda a ideia de que tudo que é diferente de mim é necessariamente ruim. Eu realmente gosto de explorar a ideia de que diferente é igual e bom. Mas tem outra coisa que também gosto de explorar. Generalizando, grupos oprimidos não são pessoas que ficam firmes juntas – não, infelizmente, eles meio que se subdividem e lutam uns contra os outros. Essa é a natureza humana, então é isso o que vê aqui. Nesse mundo de bruxos e bruxas, eles já estão cometendo ostracismo, e entre si mesmos, já formaram uma ordem repugnante. | ” |

Ela também comentou que não sentiu que isso era muito "pesado" para crianças, já que isso é uma das coisas que um "grande número de crianças nessa idade já começam a pensar".

## Disputas legais

### Plágio
Em junho de 2009, representando os bens e direitos de Adrian Jacobs, um autor de livros infantis que morreu em 1997, seu filho e neto processaram a editora de Rowling, Bloomsbury, em 500 milhões de libras, acusando-a de ter plagiado "partes substanciais" de seu trabalho ao escrever O Cálice de Fogo. Em uma declaração, a família de Jacobs disse que uma cena do quarto livro da série de Rowling era parecida com o livro de Jacobs, The Adventures of Willy the Wizard: Livid Land: "Tanto Willy quanto Harry são obrigados a participar de um acontecimento que, através de ajudantes, vão a banheiros cheios de pistas e descobrem como resgatar reféns humanos aprisionados por uma comunidade de criaturas fantásticas meio-humanas, meio-animais." Eles também lançaram uma ação judicial contra Rowling e sua editora. A Bloomsbury se defendeu com uma declaração própria, dizendo que "Essa alegação não tem mérito e será defendida vigorosamente," e que Rowling "nunca havia ouvido falar em Adrian Jacobs nem visto, lido ou ouvido de seu livro Willy the Wizard até que esta alegação foi feita pela primeira vez em 2004, quase sete anos após a publicação do primeiro livro de Harry Potter." Os representantes do autor publicaram em um website detalhes e excertos do livro, de acordo com o Toronto Star. Em julho de 2010, os representantes de Jacobs entraram com uma ação contra a editora estadunidense de Rowling, a Scholastic, exigindo da empresa a queima de todas as cópias de O Cálice de Fogo.
Em 6 de janeiro de 2011, o processo estadunidense contra a Scholastic foi retirado. O juíz do caso declarou que não havia similaridades o suficiente entre os dois livros para acusação de plágio. Nos tribunais britânicos, em 21 de março de 2011, Paul Allen, um administrador dos bens de Jacobs, foi obrigado a pagar 65% dos custos enfrentados pela Bloomsbury e Rowling, totalizando mais de 1,5 milhões de libras, para evitar que a alegação fosse retirada. Foi relatado no The Bookseller que Allen fez um apelo para não pagar a quantia. Por conta do apelo, ele teve que pagar 50 mil libras esterlinas para o tribunal em maio de 2011. A alegação foi formalmente anulada em julho de 2011 após Allen não comparecer no tribunal até o dia do prazo final do pagamento.

### Wyrd Sisters
Em 2005, a Warner Bros. ofereceu cinco mil dólares canadenses (mais tarde cinquenta mil) para a banda canadense de folk Wyrd Sisters para poder usar seu nome na versão cinematográfica de Harry Potter e o Cálice de Fogo. O livro contém uma cena em que uma banda chamada Weird Sisters performava em um baile escolar, e o grupo segurava os direitos do nome no Canadá. Porém, a oferta foi recusada pela banda, que lançou uma ação judicial contra a Warner Bros., Jarvis Cocker da banda Pulp e Jonny Greenwood e Phil Selway da Radiohead, que iriam performar a banda no filme. Todos os planos de usar o nome no filme foram abandonados. Apesar da decisão, a banda canadense apresentou um processo de quarenta milhões de dólares canadenses (noventa e dois milhões de reais) contra a Warner na corte de Ontário. Junto com o processo, elas apresentaram uma injunção preliminar para impedir a liberação do filme. O processo cautelar foi cancelado. Todas as alegações foram declaradas inválidas em novembro de 2005. Em junho do ano seguinte, um juiz de Ontário decretou que a banda pagasse à Warner Bros. 140 mil dólares canadenses em custos legais, descrevendo o processo como "extremamente intrusivo". O grupo alegou que pretendia apelar a decisão. As Wyrd Sisters denunciaram fãs da série Harry Potter que estavam ameaçando-as de morte. Em março de 2010, o processo foi resolvido fora do tribunal e os detalhes foram selados.

## Caso de Natalie McDonald
Em 1999, os três primeiros livros da série Harry Potter (os únicos lançados no momento) proporcionaram a uma menina canadense de nove anos chamada Natalie McDonald um descanso de sua leucemia terminal. Ciente do quanto Natalie gostava da série, Annie Kidder, uma amiga da família McDonald, entrou em contato com os editores de Rowling através de uma carta. A autora respondeu Natalie e sua mãe com um e-mail, onde revelava detalhes desconhecidos do quarto livro da série; entretanto, o e-mail foi recebido um dia depois da morte da garota. Sua mãe agradeceu Rowling por sua bondade, surgindo uma amizade entre as duas. No livro O Cálice de Fogo, a escritora prestou homenagem a Natalie introduzindo-a como nova aluna de Hogwarts que foi selecionada para a Grifinória.

## Adaptações

### Filme

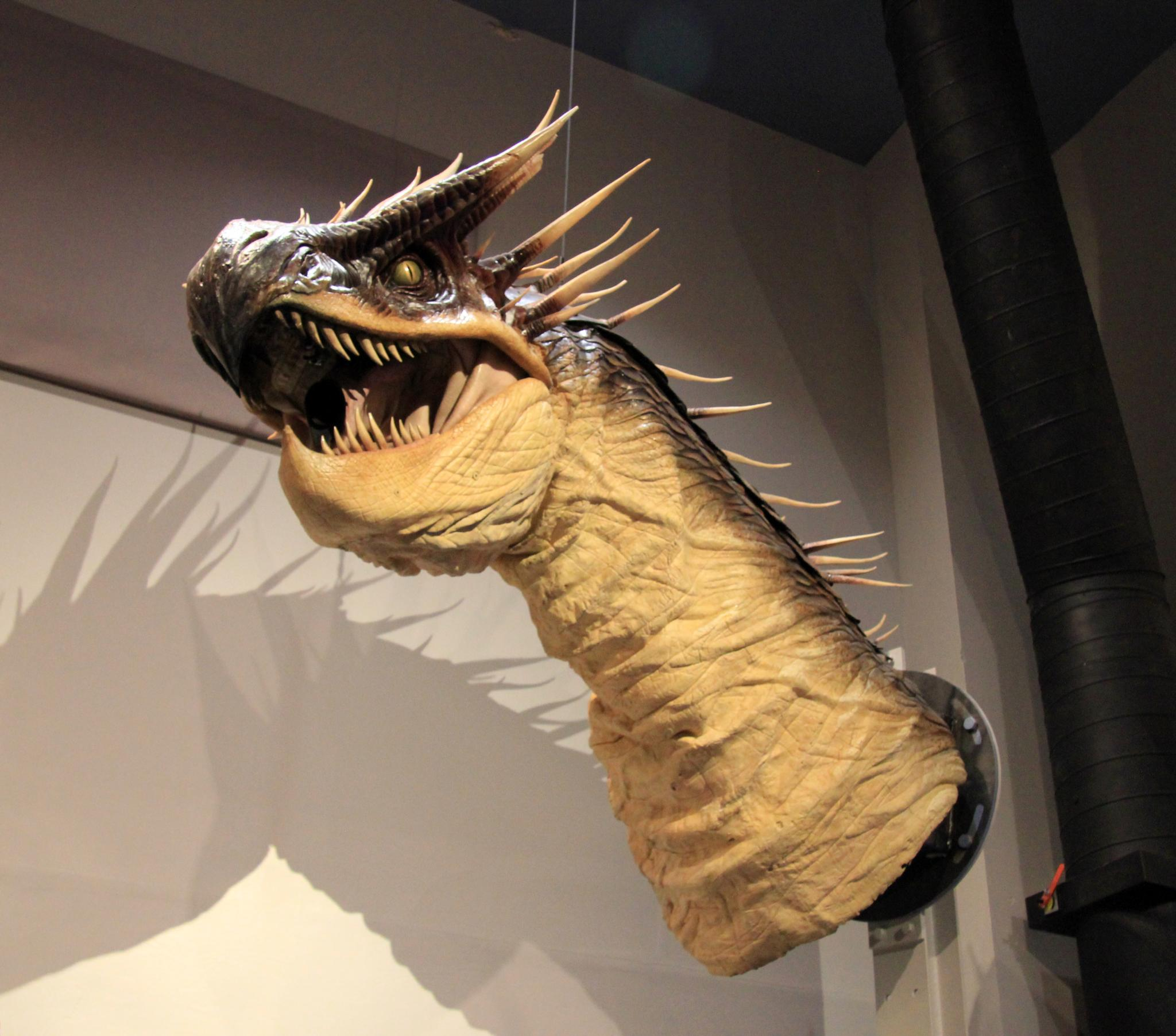
Dragão da primeira tarefa do torneio

Em 1999, Rowling vendeu os direitos cinematográficos dos primeiros quatro livros de Harry Potter para a Warner Bros. por um milhão de libras. Sob a direção de Mike Newell, a versão cinematográfica de Harry Potter e o Cálice de Fogo estreou no dia 18 de novembro de 2005. A produção foi liderada por David Heyman e o roteiro escrito pelo estadunidense Steven Kloves. A autora exigiu que o elenco principal fosse de nacionalidade britânica, mas foi permitida a participação de um ator búlgaro, Stanislav Ianevski, interpretando Viktor Krum, e uma atriz francesa, Clémence Poésy, interpretando Fleur Delacour,[carece de fontes?] por conta de suas nacionalidades no livro. Os atores que interpretaram os personagens principais nos filmes anteriores continuaram a atuar no quarto. Ralph Fiennes, Robert Pattinson, Brendan Gleeson e Miranda Richardson foram adicionados ao elenco, interpretando, respectivamente, os papéis de Lorde Voldemort, Cedrico Diggory, Alastor "Olho-Tonto" Moody e Rita Skeeter.
O filme debutou em primeiro lugar na lista de filmes de maior bilheteria e segurou essa posição por três semanas. A receita total do longa foi de 896 911 078 dólares, tornando-se o filme de maior bilheteria do ano de 2005, na frente de Star Wars Episódio III: A Vingança dos Sith e As Crônicas de Nárnia: O Leão, a Feiticeira e o Guarda-Roupa. O filme recebeu uma indicação ao Oscar 2006 na categoria de Melhor Direção de Arte, perdendo para Memórias de uma Gueixa. Segundo o website estadunidense Metacritic, a versão cinematográfica recebeu "críticas favoráveis", dando uma pontuação de 81%, enquanto outro agregador, o Rotten Tomatoes, deu uma pontuação de 88%.

### Jogos eletrônicos
Livremente baseados no romance, os jogos foram lançados em novembro de 2005, antes do lançamento do filme. Todos foram distribuídos pela Electronic Arts, porém produzidos por diferentes empresas.[carece de fontes?]
Para as plataformas PC, Xbox, PlayStation 2, GameCube e PlayStation Portable o jogo foi produzido e lançado pela Electronic Arts. Ao mesmo tempo, a Magic Pockets o desenvolveu para os consoles Game Boy Advance e Nintendo DS. A trilha sonora do jogo foi gravada pela Orquestra Philharmonia e Pinewood Singers no estúdio AIR, escrita por Jeremy Soule e conduzida por Allan Wilson.[carece de fontes?]
| Desenvolvedor   | Data de lançamento     | Plataforma        | Gênero        | GameRankings | Metacritic |
| --------------- | ---------------------- | ----------------- | ------------- | ------------ | ---------- |
| Electronic Arts | 8 de novembro de 2005  | Microsoft Windows | Ação-aventura | 62.11%       | 66/100     |
| Electronic Arts | 8 de novembro de 2005  | Xbox              | Ação-aventura | 69.69%       | 68/100     |
| Electronic Arts | 8 de novembro de 2005  | PlayStation       | Ação-aventura | 67.59%       | 68/100     |
| Electronic Arts | 8 de novembro de 2005  | GameCube          | Ação-aventura | 67.15%       | 69/100     |
| Electronic Arts | 15 de novembro de 2005 | PSP               | Ação-aventura | 67.19%       | 70/100     |
| Magic Pockets   | 8 de novembro de 2015  | Game Boy Advance  | Ação-aventura | 70.10%       | 71/100     |
| Magic Pockets   | 8 de novembro de 2015  | DS                | Ação-aventura | 64.50%       | 68/100     |

### Audiolivro
O livro, assim como todos os romances da série, foi publicado no formato de audiolivro em sua língua original. Isso aconteceu por volta do ano 2002 e contou com a voz do ator Stephen Fry para a versão distribuída na Grã-Bretanha, enquanto na versão dos Estados Unidos a história foi contada por Jim Dale, que ganhou um Grammy por ela. No Brasil, foram lançados audiolivros somente para o primeiro e o segundo livro, narrados por Jorge Rebelo.

### Conexão comHarry Potter e a Criança Amaldiçoada
Uma grande parte do roteiro de Harry Potter e a Criança Amaldiçoada envolve uma relação com cenas do quarto livro de Harry Potter. Nele, o filho de Harry e seu amigo Escórpio, filho de Draco Malfoy, usam um vira-tempo em uma tentativa equivocada de mudar a história e salvar Cedrico Diggory, o que resulta em eventos catastróficos no presente, piorando a situação.